# Riva Valdobbia
Riva Valdobbia (piemontiul: La Riva) település Olaszországban, Vercelli megyében. Lakosainak száma 267 fő (2018. január 1.). Riva Valdobbia Alagna Valsesia, Campertogno, Gressoney-La-Trinité, Gressoney-Saint-Jean, Mollia, Rassa és Rima San Giuseppe községekkel határos.

## Népesség
A település népességének változása:

| 2017 | 264 |
| 2018 | 267 |